# 烏茲洛瓦亞
53°59′N 38°10′E / 53.983°N 38.167°E

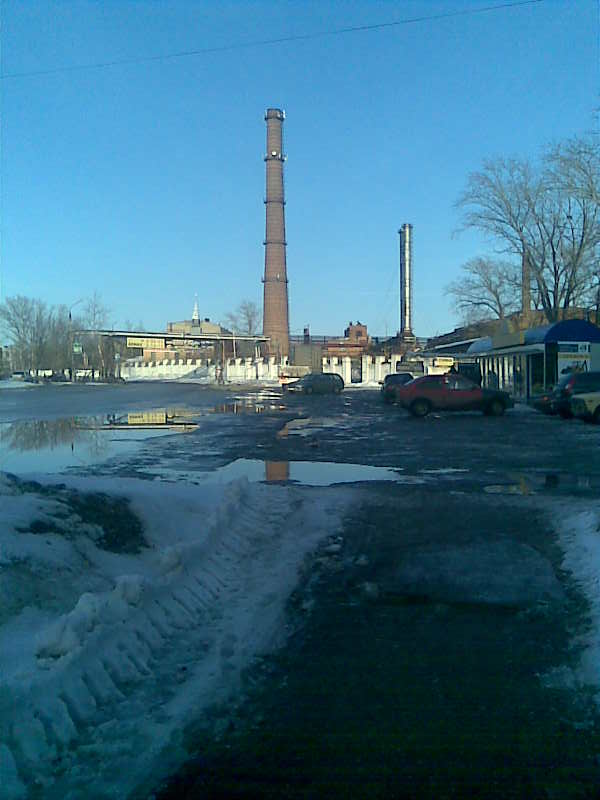

烏茲洛瓦亞，是俄羅斯圖拉州東部的一個城市。2002年人口59,763人。
1873年以火車站而建立，1877年改名。1938年建市。鐵路對當地的影響相當突出。